# Bernardo de Albuquerque
Bernardo de Albuquerque, O.P. (Alburquerque, Badajoz, España, c.1500 - Oaxaca, México, 23 de julio de 1579) fue un religioso dominico español, segundo obispo de la entonces Diócesis de Antequera, en el estado mexicano de Oaxaca de 1562 a 1579.

## Estudios
Fue un obispo y fraile dominico originario de la villa de Alburquerque, en la provincia de Badajoz. Debido a que no se conocía quienes fueron sus padres, tomó su apellido de su pueblo natal. Desde niño, tuvo que dedicarse a la carrera religiosa y literaria y realizó estudios en la Universidad de Alcalá.
Al no contar con los recursos necesarios para continuar con la carrera del sacerdocio, y anhelando llevar esta vida, decidió ingresar a la Orden de los Predicadores (dominicos) en el convento de San Esteban de Salamanca siendo admitido después de realizarse las pruebas de rigor. En dicho convento realizó estudios de teología, leyes, medicina entre otros siendo un alumno destacado. Se interesó especialmente en las doctrinas filosóficas de Tomás de Aquino y Aristóteles. Al observar sus notables avances académicos, sus profesores dieron aviso al padre provincial de la orden quien después de examinarlo lo envió al noviciado para seguir por fin la carrera del sacerdocio y a los dos años fue ordenado de presbítero.

## Obispo de Oaxaca
Bernardo de Albuquerque fue ordenado sacerdote cuando la conquista de México estaba todavía muy reciente, por lo que fue uno de los primeros frailes dominicos que llegaron a la Nueva España, dirigiendo sus pasos hacia la región de Oaxaca en donde la orden ya contaba con un convento. Una vez que estableció su residencia en la ciudad, comenzó a salir a los pueblos a predicar la doctrina cristiana siendo una limitante inicial el desconocimiento de los idiomas indígenas, por lo que logró aprender rápidamente la lengua zapoteca, idioma en el que llegó a publicar un catecismo. En Oaxaca logró ascender en la jerarquía dominica hasta lograr tener un cargo equivalente a padre provincial, porque aún no estaba establecida formalmente la provincia dominica de Oaxaca.
Hacia 1556, fray Bartolomé de las Casas, obispo de Chiapas, se presentó ante la corte del emperador Carlos V para defender a los indígenas de los abusos de los conquistadores. En esta audiencia, recomendó a Albuquerque para ocupar el cargo de obispo de Oaxaca, por lo que el emperador presentó a la Santa Sede a fray Bernardo de Albuquerque siendo nombrado segundo obispo de Oaxaca. Fue consagrado obispo en la Ciudad de México por el obispo Alonso de Montúfar.
Al tomar posesión de su diócesis, no realizó cambio alguno en sus hábitos como fraile mendicante ni tomó parte en alguno de los lujos que en su posición podría haber tomado, continuando con las disposiciones de su orden como los ayunos frecuentes, los rezos a las diferentes horas del día y continúo con sus visitas a los pueblos de su diócesis ya como obispo. Proporcionó abundantes limosnas a los desprotegidos de su territorio, e incluso llegó a donar su casa obispal para fundar un convento de monjas dominicas que se convirtió en el convento de Santa Catalina de Siena con la autorización del papa Gregorio XIII y a este proyecto se dedicó en sus últimos días de vida. También escribió cartas para denunciar el maltrato hacia los indígenas.

## Fallecimiento
El obispo Bernardo de Albuquerque, falleció el 23 de julio de 1579 en la ciudad de Oaxaca, siendo en la opinión de sus contemporáneos un candidato a santo católico. Sus restos fueron sepultados inicialmente en el Convento de Santo Domingo, y posteriormente se trasladaron a la capilla de San Pedro, en la Catedral de Oaxaca.